# Малыхин, Юрий Николаевич
Юрий Николаевич Малыхин (22 ноября 1947 года, Улан-Удэ, СССР) — советский конькобежец. Участник Зимних Олимпийских игр 1968 года, бронзовый призёр чемпионата СССР (1970) в многоборье, чемпион СССР (1968, 1970 - 1500 м), бронзовый (1967 - 10000 м) призер чемпионата СССР 3-кратный рекордсмен СССР. Выступал за ДСО "Локомотив" (Москва), "Зенит" (Москва), ЦСКА (Москва). Мастер спорта СССР международного класса.

## Биография
Юрий Николаевич родился в Улан-Удэ. В первый класс пошёл в среднюю школу №2. В этой школе всегда были сильные тренеры по конькобежному спорту. Поэтому неудивительно, что талантливый парень попал в секцию коньков Олега Васильевича Рютина, который на тот момент был учителем физкультуры 2-й школы. Вместе со своим наставником занимался на стадионе «Спартак». Летом, чтобы поддерживать форму и держать мышцы ног в тонусе, активно занимался велоспортом.
В 1963 году стал полноценно заниматься конькобежным спортом и на городских соревнованиях в Улан-Удэ стал чемпионом среди мальчиков. После школы спортсмен поступил в Бурятский железнодорожный техникум и обучался в Восточно-Сибирском технологическом институте.
В сезоне 1966/1967 годов стал тренироваться у Роберта Меркулова и уже в январе 67-го занял 2-е место на юниорском чемпионате СССР. Первую сенсацию Юрий преподнёс в марте, выступая на первенстве СССР в Кирове. Здесь, выступая за команду "Профсоюзов-1", он занял 3-е место на дистанции 10000 м. Этот успех проложил ему дорогу в сборную страны.
Через год Малыхин отправился на легендарный высокогорный каток «Медео», где финишировал 8-м в многоборье на чемпионате СССР в Алма-Ате, при это он выиграл дистанцию 1500 метров, опередив соперников на 0,4 сек. Путь в олимпийский Гренобль бурятскому конькобежцу был проложен. Но перед Олимпиадой-68 тренерский штаб предпочел молодому, сильному Малыхину потухшую звезду олимпийского чемпиона Ант Антсона. Юрий оказался запасным в сборной, так и не появился в официальных забегах.
После Олимпиады Юрий быстро доказал своё право быть в сборной и отправился на чемпионат мира в Гётеборг. Все ведущие советские конькобежцы выступили там плохо, а 20-летний дебютант международных турниров, первокурсник Московского авиационного института, установил три личных рекорда на 5000, 10 000 метров и в многоборье, заняв общее 10-е место.
В 1969 году он установил два рекорда СССР - на 3000 м (4:27,0 сек) и в малом многоборье, но на дебютном чемпионате Европы в Инцелле он упал и занял одно из последних мест. Также не был удачным и на чемпионате мира в Девентере, где финишировал только на 19-м месте.
Успешным для Малыхина был чемпионат страны 1970 года, когда он во второй раз выиграл «золото» на дистанции 1500 м, а на 10000 м и в многоборье стал «бронзовым» призёром. В 1971 году Юрий Малыхин выиграл соревнование Мемориал Якова Мельникова и на этом все достижения закончились. В том же году завершил карьеру спортсмена из-за болезни. Правда через два года, в 1973 году, вернулся и выступил на соревнованиях на призы Анатолия Капчинского.